# شيرلي سيمونز
شيرلي سيمونز (بالإنجليزية: Shirley Simons)‏ هو مهندس معماري أمريكي، ولد في 12 مارس 1897، وتوفي في 1 أغسطس 1963.